# Ibaraki-præfekturet
Ibariki-præfekturet (茨城県 Ibariki-ken) er et præfektur i Japan.
Præfekturet ligger i regionen Kantō på den vestlige del af øen Honshū. Det har et areal på 6.097 km2
og et befolkningstal på 2.862.372 (2021) indbyggere. Hovedbyen er byen Mito.